# Parides
Parides es un género de mariposas de la familia Papilionidae con numerosas especies distribuidas por la región Neotropical.

## Descripción
La especie tipo es Princeps echelus Hübner, 1815, según designación posterior realizada por Scudder en 1875.

## Diversidad
Existen 34 especies reconocidas en el género, todas ellas tienen distribución neotropical. Al menos 2 especies se han reportado en la región Neártica

## Taxonomía y Sistemática
El género Parides está clasificado en la tribu Troidini de la subfamilia Papilioninae. Según un análisis filogenético reciente basado en dos genes mitocondriales y uno nuclear, Parides estaría más cercanamente relacionado con el género Euryades.

## Plantas hospederas
Las especies del género Parides se alimentan de plantas de las familias Aristolochiaceae, Dioscoreaceae, Nepenthaceae, Rutaceae, Piperaceae, Monimiaceae, Lauraceae, Annonaceae y Meliaceae. Las plantas hospederas reportadas incluyen los géneros Aristolochia, Asarum, Dioscorea, Thottea, Nepenthes, Citrus, Piper, Calodendrum, Clausena, Teclea, Toddalia, Vepris, Xymalos, Zanthoxylum, Oricia, Cinnamomum, Litsea, Rollinia y Swietenia.

## Lista de especies
- Parides aeneas (Linnaeus, 1758).
- Parides agavus (Drury, 1782).
- Parides aglaope (Gray, 1852).
- Parides alopius (Goodman et Salvin, 1890).
- Parides anchises (Linnaeus, 1758).
- Parides ascanius (Cramer, 1775).
- Parides burchellanus (Westwood, 1872).
- Parides chabrias (Hewitson, 1852).
- Parides chamissonia (Eschscholtz, 1821).
- Parides childrenae (Gray, 1832).
- Parides coelus (Boisduval, 1836).
- Parides cutorina (Staudinger, 1898).
- Parides echemon (Hübner, 1813).
- Parides erithalion (Boisduval, 1836).
- Parides erlaces (Gray, 1852).
- Parides eurimedes (Stoll, 1782).
- Parides gundlachianus (C. et R. Felder, 1864).
- Parides hahneli (Staudinger, 1882).
- Parides iphidamas (Fabricius, 1793).
- Parides klagesi (Ehrmann, 1904).
- Parides lysander (Cramer, 1775).
- Parides montezuma (Westwood, 1842).
- Parides neophilus (Geyer, 1837).
- Parides nephalion (Godart, 1819).
- Parides orellana (Hewitson, 1852).
- Parides panares (Gray, 1853).
- Parides panthonus (Cramer, 1780).
- Parides perrhebus (Boisduval, 1836).
- Parides phalaecus (Hewitson, 1869).
- Parides phosphorus (Bates, 1861).
- Parides photinus (Doubleday, 1844).
- Parides pizarro (Staudinger, 1884).
- Parides polyzelus (C. et R. Felder, 1865).
- Parides proneus (Hübner, 1825).
- Parides quadratus (Staudinger, 1890).
- Parides sesostris (Cramer, 1779).
- Parides steinbachi (Rothschild, 1905).
- Parides triopas (Godart, 1819).
- Parides tros (Fabricius, 1793).
- Parides vertumnus (Cramer, 1780).
- Parides zacynthus (Fabricius, 1793).